# Lapovo (vas)
Lapovo (izvirno srbsko Лапово) je vas v Srbiji, ki upravno spada pod Občino Lapovo; slednja pa je del Šumadijskega upravnega okraja.

## Demografija
V naselju, katerega izvirno (srbsko-cirilično) ime je Лапово (село), živi 656 polnoletnih prebivalcev, pri čemer je njihova povprečna starost 41,5 let (40,0 pri moških in 42,9 pri ženskah). Naselje ima 267 gospodinjstev, pri čemer je povprečno število članov na gospodinjstvo 3,02.
To naselje je, glede na rezultate popisa iz leta 2002, večinoma srbsko.
|  |

| Demografija | Demografija     | Demografija     |
| Leto        | Št. prebivalcev | Št. prebivalcev |
| ----------- | --------------- | --------------- |
|             |                 |                 |
|             |                 |                 |
|             |                 |                 |
|             |                 |                 |
| 1948        | 650             |                 |
| 1953        | 686             |                 |
| 1961        | 738             |                 |
| 1971        | 849             |                 |
| 1981        | 794             |                 |
| 1991        | 825             | 766             |
| 2002        | 852             | 806             |
|             |                 |                 |

| Etnična sestava po popisu iz leta 2002 | Etnična sestava po popisu iz leta 2002 | Etnična sestava po popisu iz leta 2002 | Etnična sestava po popisu iz leta 2002 | Etnična sestava po popisu iz leta 2002 |
| -------------------------------------- | -------------------------------------- | -------------------------------------- | -------------------------------------- | -------------------------------------- |
| Srbi                                   | Srbi                                   |                                        | 795                                    | 98,63%                                 |
| Makedonci                              | Makedonci                              |                                        | 1                                      | 0,12%                                  |
| Neznano                                | Neznano                                |                                        | 10                                     | 1,24%                                  |